# Federico V del Palatinato
Federico V del Palatinato-Simmern (Amberg, 26 agosto 1596 – Magonza, 29 novembre 1632) noto anche come Federico V di Wittelsbach-Simmern, fu elettore palatino dal 1610 al 1623 e re di Boemia con il nome di Federico I di Boemia dal 1619 al 1620. Per il suo breve regno è spesso chiamato anche re d'inverno (in ceco: Zimní král; in tedesco: Winterkönig).
Federico nacque alla Jagdschloss Deinschwang, una residenza di caccia presso Amberg, nell'Alto Palatinato. Egli era figlio di Federico IV e di Luisa Giuliana di Orange-Nassau, figlia di Guglielmo il Taciturno e di Carlotta di Borbone-Montpensier. Intellettuale, mistico e calvinista, succedette a suo padre come principe elettore del palatinato renano nel 1610. Fu responsabile della costruzione del famoso Hortus Palatinus presso Heidelberg.
Nel 1618 gli aristocratici della Boemia, in gran parte protestanti, si ribellarono contro il re cattolico Ferdinando, imperatore del Sacro Romano Impero, dando inizio alla guerra dei trent'anni. A Federico venne pertanto chiesto di assumere la corona di Boemia. Egli accettò l'offerta e venne incoronato il 4 novembre 1619. I nobili scelsero Federico dal momento che egli era il capo dell'Unione Protestante, un'alleanza militare fondata da suo padre, e questi stessi speravano anche nel supporto del suocero di Federico, Giacomo I d'Inghilterra. Giacomo si oppose alle operazioni in Boemia e gli alleati di Federico si trovarono ben presto sguarniti degli aiuti promessi. Il breve regno di Federico come re di Boemia si concluse con la sua sconfitta nella battaglia della Montagna Bianca l'8 novembre 1620, un anno e quattro giorni esatti dopo la sua incoronazione.
Dopo questa battaglia le forze imperiali invasero le terre di Federico nel Palatinato ed egli fuggì presso suo zio, il principe Maurizio di Nassau, stadtholder della Repubblica Olandese, nel 1622. Un editto imperiale formalmente lo privò del Palatinato nel 1623. Visse il resto della sua vita in esilio con sua moglie e la sua famiglia a L'Aia, morendo poi a Magonza nel 1632. Il maggiore dei suoi figli sopravvissutogli, Carlo I Luigi, tornò al potere come elettore palatino alla fine della guerra nel 1648. Sua figlia, la principessa Sofia del Palatinato, fu erede al trono britannico e fu la fondatrice della linea degli Hannover in Inghilterra.

## Biografia

### La giovinezza (1596–1610)

Mappa che mostra i confini dell'Elettorato Palatino all'interno del Sacro Romano Impero. Come figlio ed erede di Federico IV del Palatinato, Federico fu principe ereditario del Palatinato

Federico nacque il 26 agosto 1596 alla Jagdschloss (una residenza di caccia) presso Amberg nell'Alto Palatinato. Suo padre, Federico IV, fu regnante dell'Elettorato palatino; sua madre fu Luisa Giuliana di Nassau, figlia di Guglielmo I d'Orange e di Carlotta di Borbone-Montpensier. Membro della casata del Palatinato-Simmern, Federico era imparentato con le principali famiglie aristocratiche del Sacro Romano Impero e con un gran numero di diplomatici e dignitari come testimonia la ricca lista di partecipanti al suo battesimo che si tenne ad Amberg il 6 ottobre 1596. La casata del Palatinato-Simmern, un ramo cadetto della casa di Wittelsbach, era nota per la sua adesione al calvinismo; questo fu uno dei principali motivi storici di contrasto con la casa di Wittelsbach, capeggiata invece dal duca Massimiliano I di Baviera, il quale al contrario era un devoto cattolico romano.
La capitale dell'Elettorato palatino, Heidelberg, all'epoca della sua nascita, si trovava nel bel mezzo di un'epidemia di peste e pertanto Federico trascorse i suoi due primi anni di vita nell'Alto Palatinato, venendo portato alla corte di Heidelberg solo nel 1598. Nel 1604 venne inviato a Sedan per trascorrere qualche tempo alla corte di suo zio Henri de La Tour d'Auvergne, duca di Bouillon e principe locale. Durante questo periodo trascorso a Sedan, Federico visitò frequentemente la corte di Enrico IV di Francia. Suo tutore fu il teologo calvinista Daniel Tilenus, professore di teologia presso l'Accademia di Sedan. Durante la guerra degli ottant'anni e le guerre di religione in Francia, Tilenus si era battuto per l'unità dei protestanti e proprio per questo fu uno degli ispiratori della futura politica di Federico.

### Controversie sulla tutela, 1610–1614

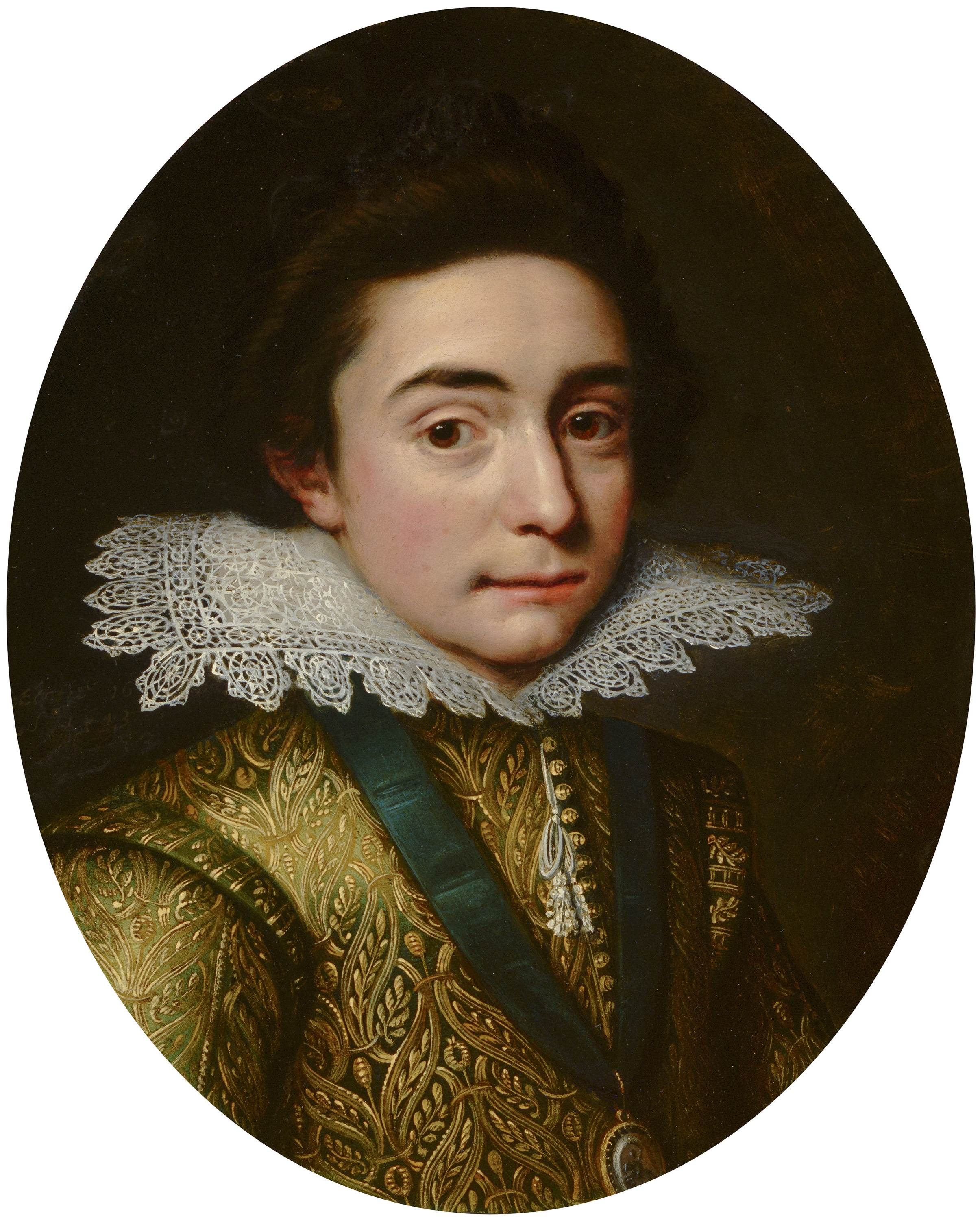
Ritratto del giovane Federico eseguito Michiel Jansz. van Mierevelt, 1613

Il 19 settembre 1610 il padre di Federico, Federico IV, morì a causa di una "vita troppo stravagante"; Federico V aveva appena 14 anni al tempo della morte di suo padre. Secondo le regole della Bolla d'oro del 1356, il partente di sesso maschile più prossimo a Federico sarebbe stato nominato suo tutore e reggente dell'Elettorato palatino fino a che Federico non avesse raggiunto la maggiore età per governare autonomamente. Il personaggio che corrispondeva a queste caratteristiche era il conte palatino Volfango Guglielmo del Palatinato-Neuburg, il quale però era un cattolico, motivo per cui poco prima della sua morte, Federico IV aveva predisposto per questo incarico il conte palatino Giovanni II del Palatinato-Zweibrücken. Federico V era favorevole alla nomina di Giovanni quale suo tutore e lo accolse trionfalmente a Heidelberg, mentre precluse addirittura l'ingresso a Volfango Guglielmo. Questo fatto accese un'attiva disputa tra i principi del Sacro Romano Impero. Nel 1613 l'imperatore Mattia del Sacro Romano Impero intervenne nella disputa, con il risultato che Federico V venne dichiarato al fine unico regnante del Palatinato elettorale pur ancora minorenne. La disputa terminò ufficialmente nel 1614 quando Federico raggiunse finalmente la maggiore età al compimento del suo diciottesimo compleanno.

### Il matrimonio con Elisabetta Stuart
La politica matrimoniale di Federico IV era stata accuratamente disegnata a suo tempo per solidificare la posizione dell'Elettorato palatino nel campo dei paesi riformati d'Europa. Due delle sorelle di Federico V, infatti, vennero fatte sposare a principi protestanti di rilievo: Luisa Giuliana sposò Giovanni II del Palatinato-Zweibrücken, mentre Elisabetta Carlotta sposò Giorgio Guglielmo di Brandeburgo. Federico IV aveva sperato che sua figlia Caterina Sofia sposasse il futuro Gustavo Adolfo di Svezia, anche se quest'idea non fu possibile.

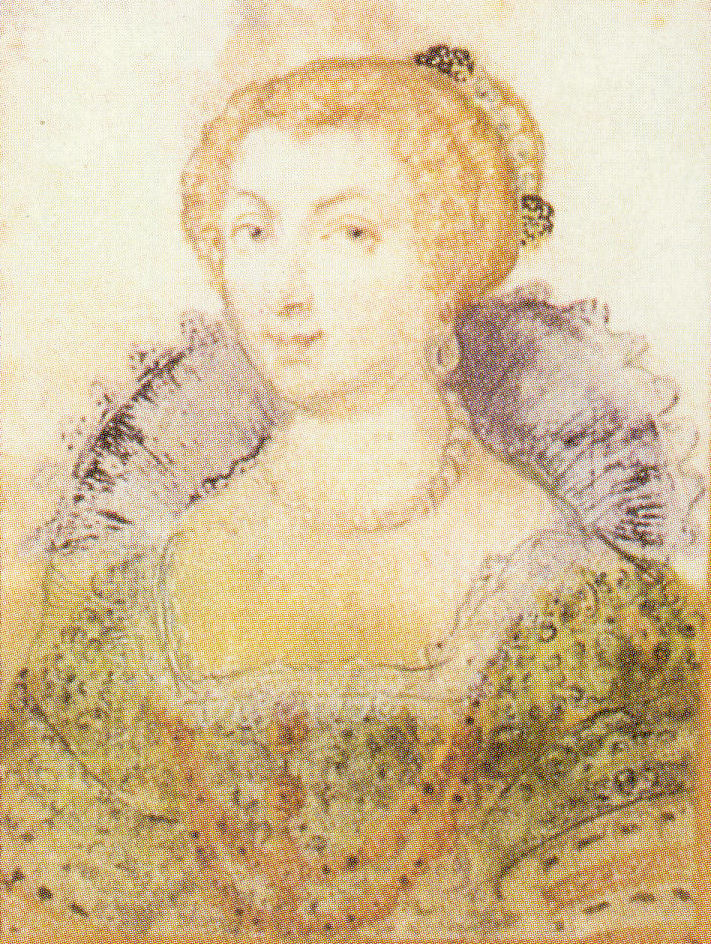
Elisabetta Stuart (1596–1662), 1613

Nel proseguire la politica di suo padre, Federico V chiese in sposa Elisabetta Stuart, figlia di Giacomo I d'Inghilterra, anche se tale matrimonio risultava da subito impari dal momento che Federico era solo un principe elettore e difficilmente avrebbe potuto ottenere di sposare la figlia di un re. Giacomo I inizialmente considerò di maritare Elisabetta a Luigi XIII di Francia, ma questo piano fallì per l'opposizione dei suoi consiglieri. I consiglieri di Federico erano invece preoccupati del fatto che Elisabetta Stuart potesse finire per sposare un principe cattolico, elemento che avrebbe potuto mettere in discussione il bilanciamento delle diverse confessioni religiose in Europa, e perciò si mostrarono determinati a farla sposare con Federico V. Hans Meinhard von Schönberg, che aveva servito come Hofmeister di Federico V fin dal suo ritorno a Heidelberg, venne inviato alla corte di Londra nella primavera del 1612. Dopo intensi negoziati venne siglato un contratto di matrimonio il 26 maggio 1612, pur con l'obiezione della madre della futura sposa, la regina Anna.
Federico intraprese un viaggio a Londra per incontrare la sua futura sposa, sbarcando sul suolo inglese il 6 ottobre 1612. Federico ed Elisabetta avevano fino a quel momento interagito solo via lettera e per di più usando la lingua francese, e ora che si vedevano per la prima volta, si erano reciprocamente piaciuti come ebbero a dire molti testimoni d'epoca. I due si fidanzarono ufficialmente nel gennaio del 1613. Il matrimonio si tenne il 14 febbraio successivo nella cappella reale del Palazzo di Whitehall. Per l'occasione John Donne compose il suo capolavoro poetico, Epithalamion, or Mariage Song on the Lady Elizabeth, and Count Palatine being married on St. Valentines Day. Poco prima del matrimonio, Federico venne creato cavaliere dell'Ordine della Giarrettiera e ne indossò il collare durante la cerimonia. I preparativi, elaborati e splendidi, vennero predisposti da Francesco Bacone; questi includevano una rappresentazione di The Masque of the Inner Temple and Gray's Inn di Francis Beaumont e di The Memorable Masque of the Middle Temple and Lincoln's Inn di George Chapman.
Nel suo viaggio di ritorno presso Heidelberg, Federico ed Elisabetta soggiornarono a L'Aia per visitare Maurizio di Nassau, principe d'Orange, prima di partire alla volta della Germania il 5 maggio 1613. La coppia fece il suo ingresso trionfale a Heidelberg il 12 giugno 1613. Elisabetta fu subito molto popolare presso i suoi nuovi sudditi e questa popolarità crebbe ancora di più quando, il 1º gennaio 1614, ella diede alla luce il primo figlio maschio della coppia, Enrico Federico.
Come parte dei negoziati di matrimonio, Federico si impegnò a espandere il Castello di Heidelberg per farne una degna residenza per la nuova principessa. Queste ristrutturazioni vennero completate nel 1615 e per l'occasione venne creato il "Cancello di Elisabetta" al castello.

### Il regno elettorale prima della guerra dei trent'anni, 1614–1618

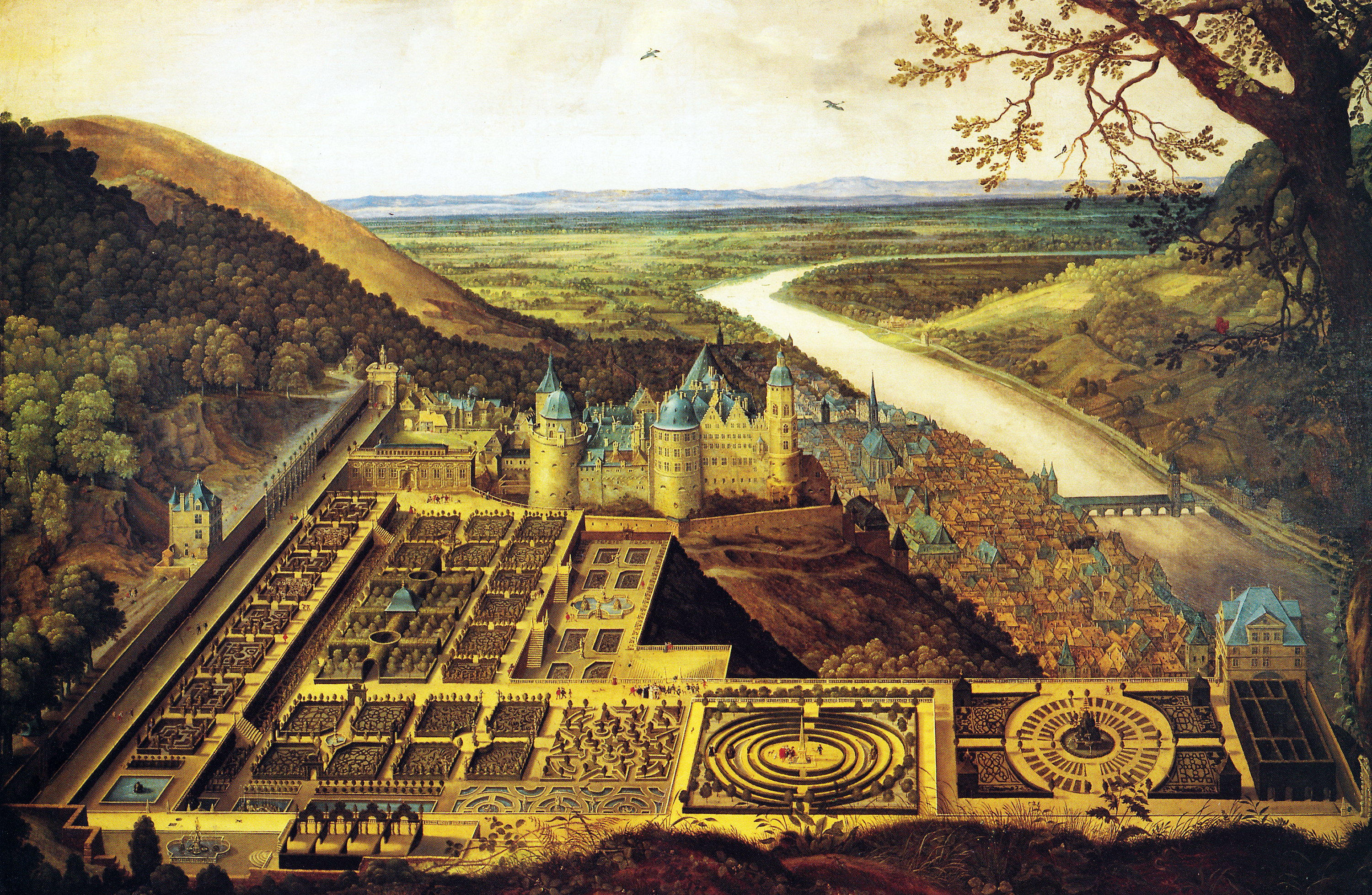
Il Castello di Heidelberg e l'Hortus Palatinus commissionato da Federico e disegnato dall'architetto inglese Inigo Jones (1573–1652) e dall'ingegnere francese Salomon de Caus (1576–1626)

Al suo diciottesimo compleanno, il 26 agosto 1614, Federico assunse il controllo personale dell'Elettorato palatino. Uno dei suoi primi atti di governo fu quello di organizzare un incontro dell'Unione Protestante. Durante questo incontro, Federico venne colpito da una pesante febbre che quasi lo condusse alla morte. Questa malattia cambiò profondamente la sua personalità: divenne ben presto spesso melanconico e depresso, riponendo sempre maggiore fiducia nelle mani del suo cancelliere, il principe Cristiano I di Anhalt-Bernburg.
Federico inaugurò una vasta campagna edilizia, disegnando la glorificazione del suo regime. Oltre ai restauri necessari al castello di Heidelberg già menzionati, Federico commissionò la costruzione di un nuovo parco del castello, il famoso Hortus Palatinus, disegnato dal giardiniere inglese Inigo Jones e dall'ingegnere francese Salomon de Caus.
Politicamente, Federico si pose a capo della coalizione dei principi protestanti del Sacro Romano Impero e come difensore della libertà religiosa dei nobili tedeschi contro l'ingerenza dell'imperatore cattolico Mattia del Sacro Romano Impero. Fin dalla pace di Augusta, il Sacro Romano Impero era stato infatti delicatamente bilanciato tra principati cattolici, luterani e calvinisti (anche se il calvinismo non venne riconosciuto nel documento della medesima pace). I conflitti tra i principi di queste tre fazioni si evolvettero in una profonda guerra sulla costituzione stessa dell'impero. Successivamente la tregua dei dodici anni, uno iato della guerra degli ottant'anni, terminata nel 1621, portò alla ripresa degli scontri anche tra Repubblica Olandese e Impero spagnolo.

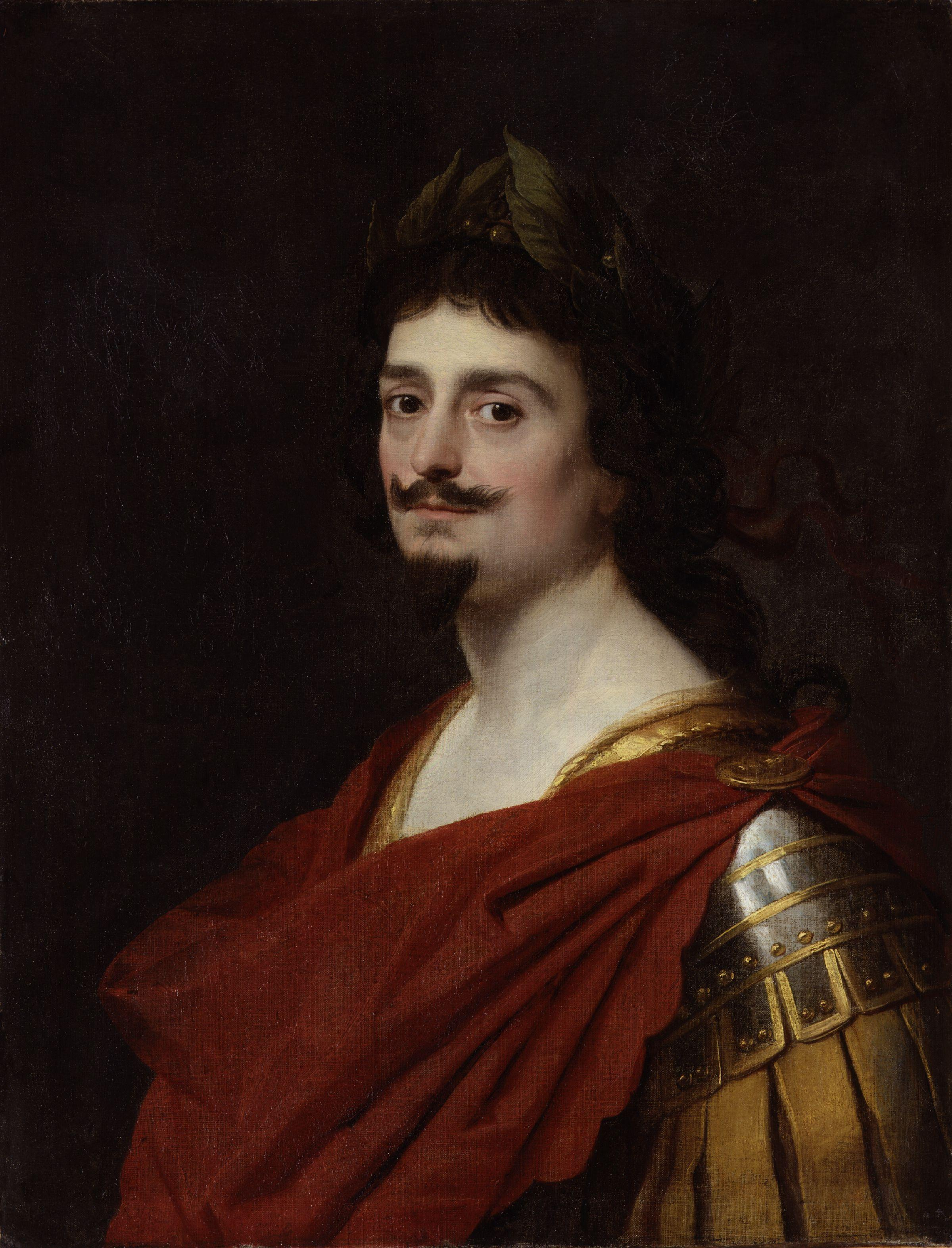
Federico in abiti da antico generale romano

Con la sua posizione al centro della Germania, l'Elettorato Palatino si presentava vulnerabile alle incursioni delle truppe imperiali dalle terre ereditarie degli Asburgo. A differenza di molti altri principati del Sacro Romano Impero, inoltre, l'Elettorato Palatino non era composto da un dominio unitario, bensì da due province non interconnesse tra loro, circondate da terre di altri possedimenti. Il Basso Palatinato era incentrato su Heidelberg, mentre l'Alto Palatinato aveva per capoluogo Amberg. L'economia del Basso Palatinato era dominata dall'agricoltura, mentre l'Alto Palatinato era una regione essenzialmente mineraria con una delle migliori economie d'Europa.

### Re di Boemia (1619–20)

#### Antefatto e pianificazione
Il Regno di Boemia era una monarchia elettiva e, malgrado l'alto titolo di regno, essa era parte del Sacro Romano Impero. Dal 1526 i re di Boemia erano stati tutti membri della casata degli Asburgo; dal 1555 questi re erano stati tutti anche imperatori del Sacro Romano Impero. All'inizio del XVII secolo la Boemia aveva dovuto scontrarsi con una crisi politica locale. Gli Stati Generali del regno di Boemia infatti si erano profondamente preoccupati del fatto che gli Asburgo stessero pianificando di trasformare la Boemia in una monarchia assoluta. Un gran numero di nobili boemi erano protestanti e temevano pertanto che l'imperatore cattolico cercasse di imporre il cattolicesimo anche in Boemia. Pertanto, si sviluppò un forte movimento di opposizione alla politica di Rodolfo II del Sacro Romano Impero. Rodolfo aveva combattuto una guerra con l'Impero ottomano (nota come Lunga Guerra) tra il 1593 e il 1606. Insoddisfatti dei termini della pace, Rodolfo aveva puntato a una nuova guerra contro gli ottomani. Per ottenere il supporto dei boemi in questo scontro, Rodolfo si accordò con loro per garantire in Boemia la libertà religiosa con la cosiddetta Lettera di maestà del 1609. I nobili boemi rimasero sempre molto sospettosi nei confronti di Rodolfo e intrattennero forti contatti con l'Unione Protestante.
Gli Stati Generali di Boemia riconobbero Mattia quale erede di Rodolfo e lo stesso divenne re di Boemia nel 1611 prima di divenire imperatore nel 1612. All'inizio del 1612, venne avviata una discussione con l'Unione Protestante sulla possibilità di proporre un candidato protestante al regno di Boemia e venne fatto il nome di Federico. Gli strateghi del Palatinato credevano infatti che se Federico fosse divenuto re di Boemia, questo sarebbe bastato a Giovanni Giorgio I di Sassonia per rompere la sua alleanza con gli Asburgo e ad abbracciare senza esitazione la causa protestante. Questo assunto diede prova di essere infondato.

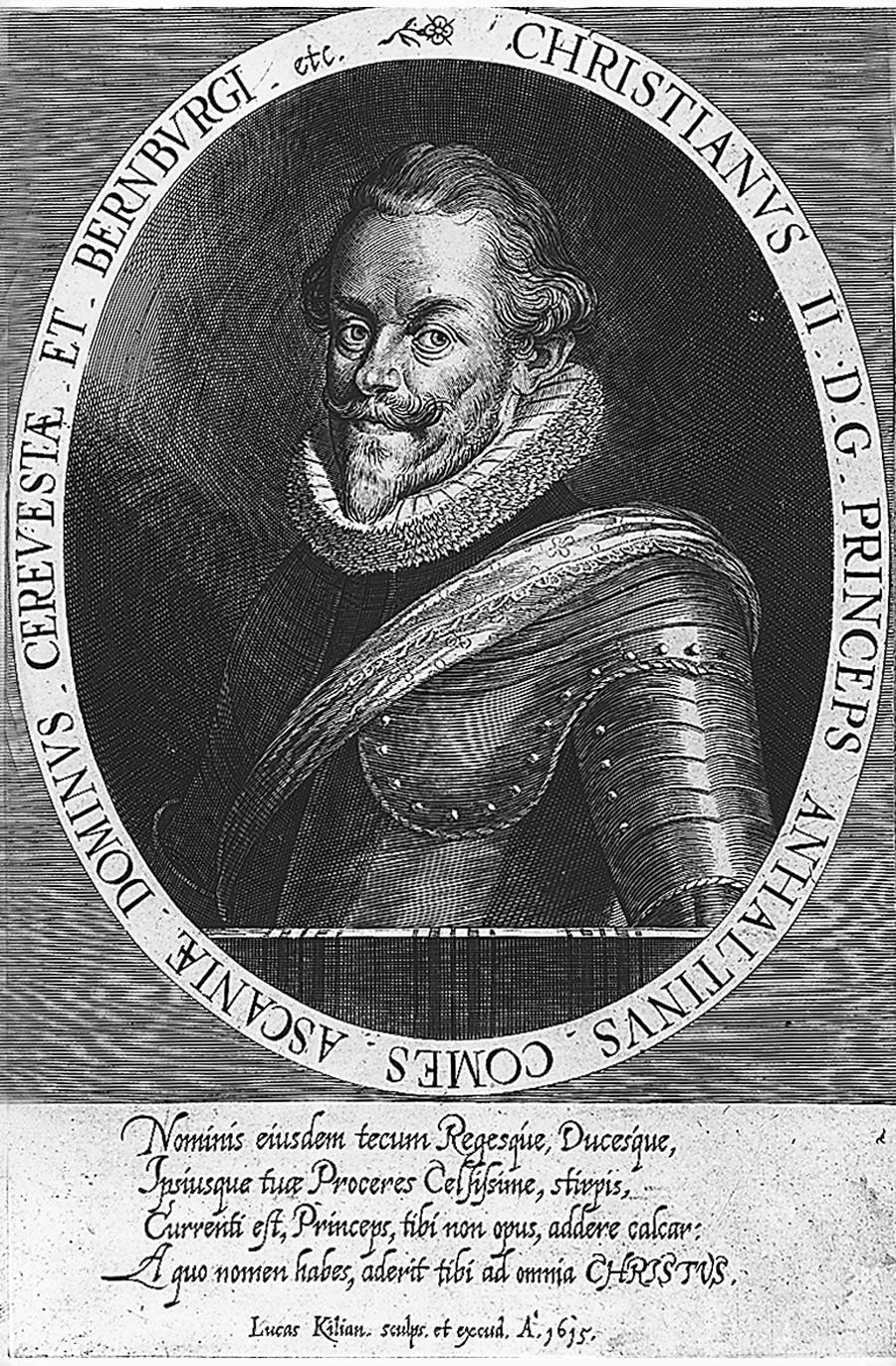
Il cancelliere di Federico V, il principe Cristiano I di Anhalt-Bernburg (1568–1630)

Nel frattempo, i conflitti settari in Boemia continuavano a imperversare. Nel 1617 Mattia nominò suo erede alla corona boema Ferdinando, duca di Stiria. Ferdinando era uno strenuo e leale cattolico romano e molti nobili protestanti credevano che Ferdinando intendesse ritirare le protezioni garantite da Rodolfo II con la Lettera di maestà. Questi sospetti si reificarono ulteriormente quando alcuni ufficiali imperiali ordinarono ai protestanti di bloccare l'erezione di chiese protestanti nelle stifts, delle terre proprietà dei principi ecclesiastici e non soggette pertanto al governo degli Stati Generali boemi. I protestanti reclamarono tali terre come "terre della corona" utilizzabili liberamente sulla base della Lettera di maestà, un'interpretazione legale largamente disputata che il governo austriaco rifiutò. Il 23 maggio 1618 un'assemblea di nobili protestanti guidata dal conte Jindřich Matyáš Thurn, attaccò il Castello di Praga e catturò i due governatori imperiali, Vilém Slavata di Chlum e Jaroslav Bořita z Martinic. I ribelli li accusarono di aver violato i termini della Lettera di maestà e per questo li condannarono a essere gettati delle finestre della Cancelleria boema. Questo evento, noto con il nome di defenestrazione di Praga, segnò l'inizio della rivolta boema e con essa l'inizio della guerra dei trent'anni.
In queste circostanze, il principe Cristiano I di Anhalt-Bernburg, governatore per conto di Federico V dell'Alto Palatinato, si mosse a intervenire in Boemia. Egli inizialmente propose di nominare Federico quale re di Boemia perché da molti era creduto dotato di poca esperienza politica e per di più era calvinista, religione praticamente inesistente in Boemia. Federico però, almeno inizialmente, non voleva rompere la sua alleanza con l'imperatore, ma nel privato di una sua corrispondenza con il suocero Giacomo I d'Inghilterra si espresse negativamente contro l'operato dei gesuiti in Boemia e sul ruolo del partito spagnolo alla corte asburgica.
La prima menzione a Praga del nome di Federico come possibile candidato al ruolo di re di Boemia venne però fatta in maniera insistente nel novembre del 1618. È noto che gli agenti di Federico giocarono un ruolo importante nel favorire largamente la sua candidatura. Il diplomatico palatino Christoph von Dohna si avvicinò a Giacomo I d'Inghilterra intravedendo la possibilità di far nominare Federico re di Boemia, ma Giacomo si espresse negativamente su quest'idea. I principi dell'Unione Protestante rifiutarono anch'essi questo progetto, temendo che questo avrebbe finito per portare a una guerra di religione, con in testa l'elettore di Sassonia che si era mostrato fin da subito nettamente contrario all'idea.
Dietro le quinte, Federico aveva però segretamente autorizzato l'invio di forze militari al comando del generale Ernst von Mansfeld per supportare i ribelli boemi. Nell'agosto del 1618, le forze al comando di Mansfeld entrarono in Boemia e combatterono nell'assedio di Pilsen riuscendone vittoriose il 21 novembre successivo.

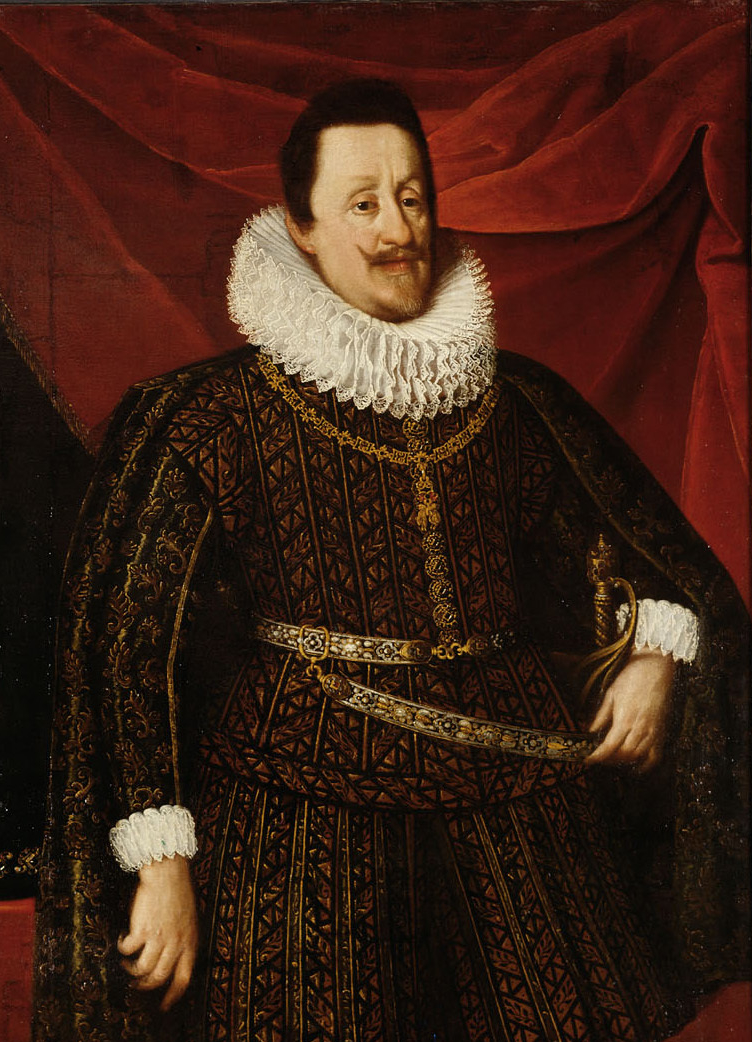
Ferdinando II del Sacro Romano Impero (1578–1637), che venne eletto re di Boemia nel 1617 e che più tardi dirà che Federico gli aveva usurpato il trono boemo

Mattia del Sacro Romano Impero morì il 20 marzo 1619. Sebbene il suo successore, Ferdinando II del Sacro Romano Impero, fosse già stato incoronato re di Boemia, gli Stati Generali della Boemia ora si rifiutarono di riconoscere Ferdinando quale loro sovrano. Temendo l'invasione delle forze imperiali gli Stati Generali di Boemia cercarono alleanze con altri membri delle terre della corona di Boemia (Slesia, Lusazia, Moravia) e il 31 luglio 1619 a Praga, venne costituita la Confederazione boema, dedicata all'opposizione agli Asburgo; sotto i termini di questo accordo, il protestantesimo divenne virtualmente la religione di stato delle terre boeme. Ad agosto del 1619 il parlamento generale di tutte le terre boeme dichiarò che Ferdinando era ormai decaduto dal trono di Boemia, fatto che siglò come inevitabile il conflitto tra la Boemia e gli Asburgo. Ferdinando di Baviera, arcivescovo di Colonia, predisse che questa decisione avrebbe portato a venti, quaranta o sessant'anni di guerra.
Il candidato preferito dai boemi al ruolo di loro nuovo re era l'elettore di Sassonia, ma egli fece sapere loro che non avrebbe mai accettato quel trono. Quest'ultimo fatto fece definitivamente ricadere la scelta su Federico come primo tra i principi protestanti malgrado l'inevitabile conflitto con l'imperatore. Ad agosto del 1619 le possibilità di Federico di divenire re di Boemia divennero ancora di più quando Gabriele Bethlen lanciò una rivolta anti-asburgica in Ungheria, fatto che si svolse mentre Ferdinando era in viaggio verso Francoforte per la sua incoronazione.

#### Federico a Praga

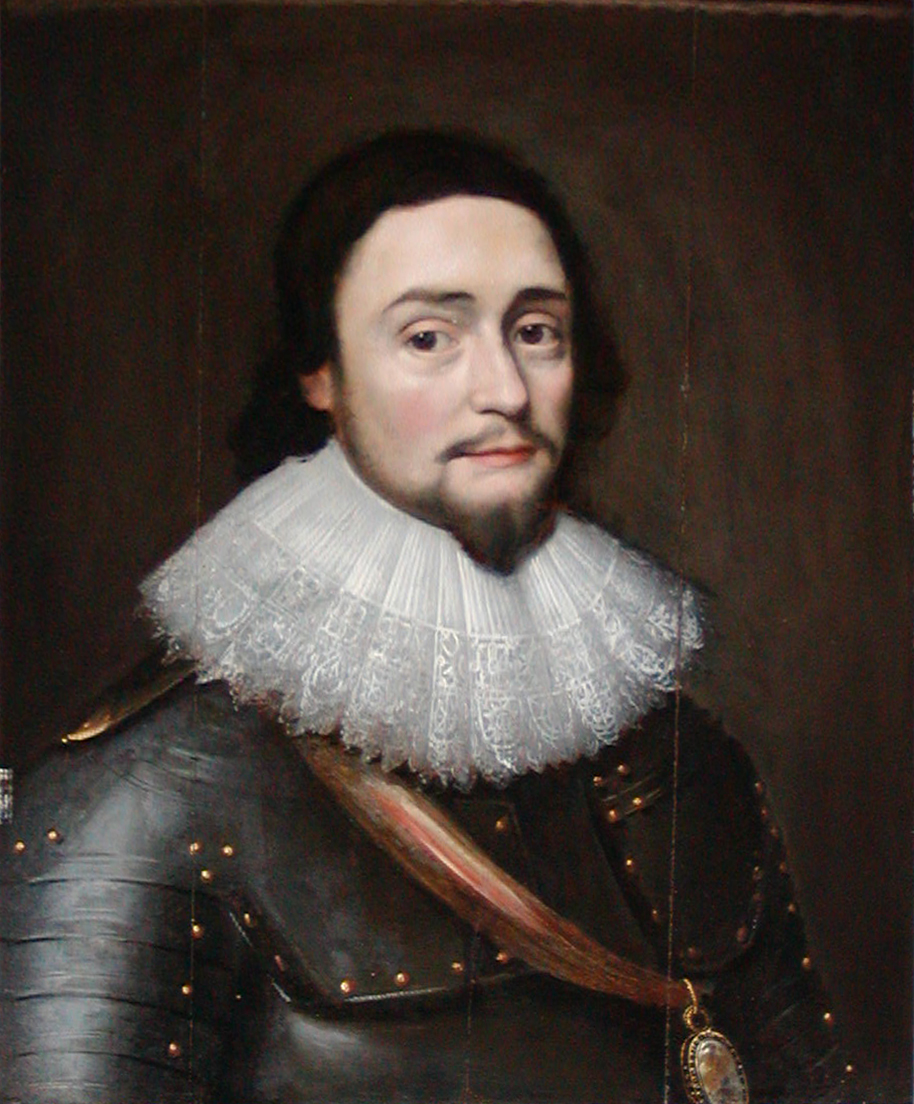
Federico V in abiti militari

Il 26 agosto 1619 gli Stati della Confederazione Boema elessero Federico quale nuovo re di Boemia; Federico seppe della sua elezione il 29 agosto ad Amberg.
Due giorni più tardi, Ferdinando II venne eletto imperatore. Federico fu l'unico elettore che votò contro Ferdinando; persino elettori protestanti di spicco come quello di Sassonia, e Giovanni Sigismondo di Brandeburgo, votarono per Ferdinando. Il collegio elettorale condannò inoltre il tentativo della Confederazione Boema di rimuovere Ferdinando dal trono di Boemia e dichiarò che il voto del 1617 degli Stati Generali della Boemia avesse portato all'elezione di Ferdinando a sovrano boemo.

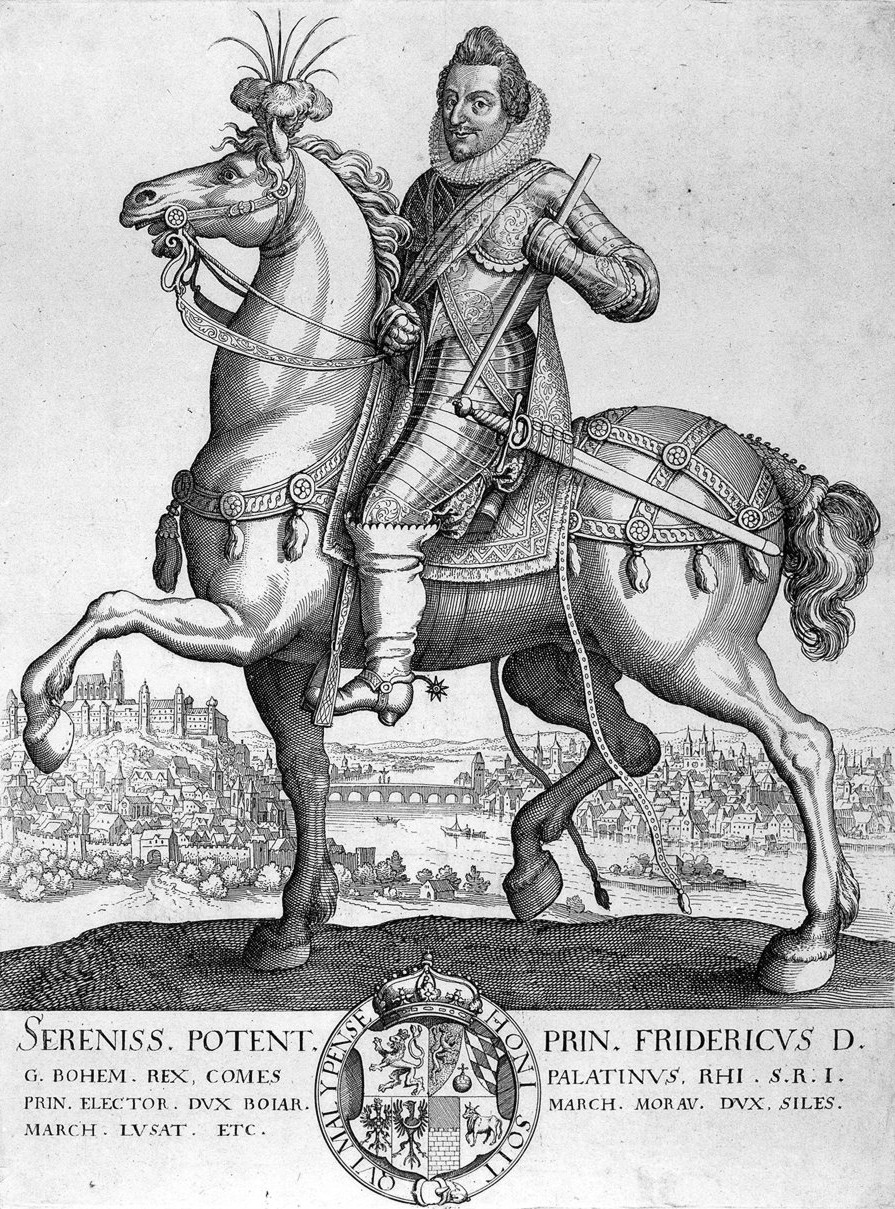
Entrata a Praga di Federico I di Boemia

La decisione di Federico di accettare la corona boema fu oggetto di diverse speculazioni storiche. La successiva propaganda cattolica, secondo una visione riproposta anche da Friedrich Schiller, segnò la decisione di basarsi essenzialmente sul desiderio di Elisabetta Stuart di divenire regina. Più recentemente, gli storici hanno concluso che la decisione di Federico fosse essenzialmente basata sul senso del dovere nei confronti dei suoi alleati protestanti, anche se Federico era combattuto tra i suoi doveri di lealtà all'imperatore e il suo credo religioso. Diverse furono anche le considerazioni economiche: l'Alto Palatinato era a quel tempo il centro metallurgico europeo, mentre la Boemia era un punto focale per il commercio del vetro e del cristallo: il principe Cristiano I di Anhalt-Bernburg, ebbe modo infatti di dire a Federico che l'unione delle due aree sarebbe stata economicamente molto vantaggiosa.
Il 12 settembre 1619 l'Unione Protestante si incontrò a Rothenburg ob der Tauber e chiese a Federico di non intervenire negli affari della monarchia boema. Altri possibili alleati - la Repubblica Olandese, Carlo Emanuele I di Savoia e la Repubblica di Venezia inviarono delle lettere per avvertire Federico che non sarebbero comunque stati in grado di offrirgli l'assistenza desiderata nel caso in cui avesse accettato l'offerta dei boemi; solo Gabriele Bethlen rivolse a Federico V parole di incoraggiamento.
Tra il 24 e il 28 settembre Federico decise di "non resistere alla volontà dell'Altissimo" e per questo decise infine di accettare la corona boema. La Repubblica Olandese, la Repubblica di Venezia, la Danimarca e la Svezia riconobbero Federico come re di Boemia.
Il 29 settembre 1619 Federico lasciò Heidelberg per Praga. Viaggiò attraverso Ansbach, Amberg, Neumarkt e Waldsassen, dove incontrò i rappresentanti della Dieta Boema. Assieme, il corteo si spostò poi verso Cheb, Sokolov, Žatec, Louny e Slaný. Infine, il 31 ottobre 1619, Federico entrò a Praga assieme a 568 persone e 100 carrozze.

#### L'incoronazione

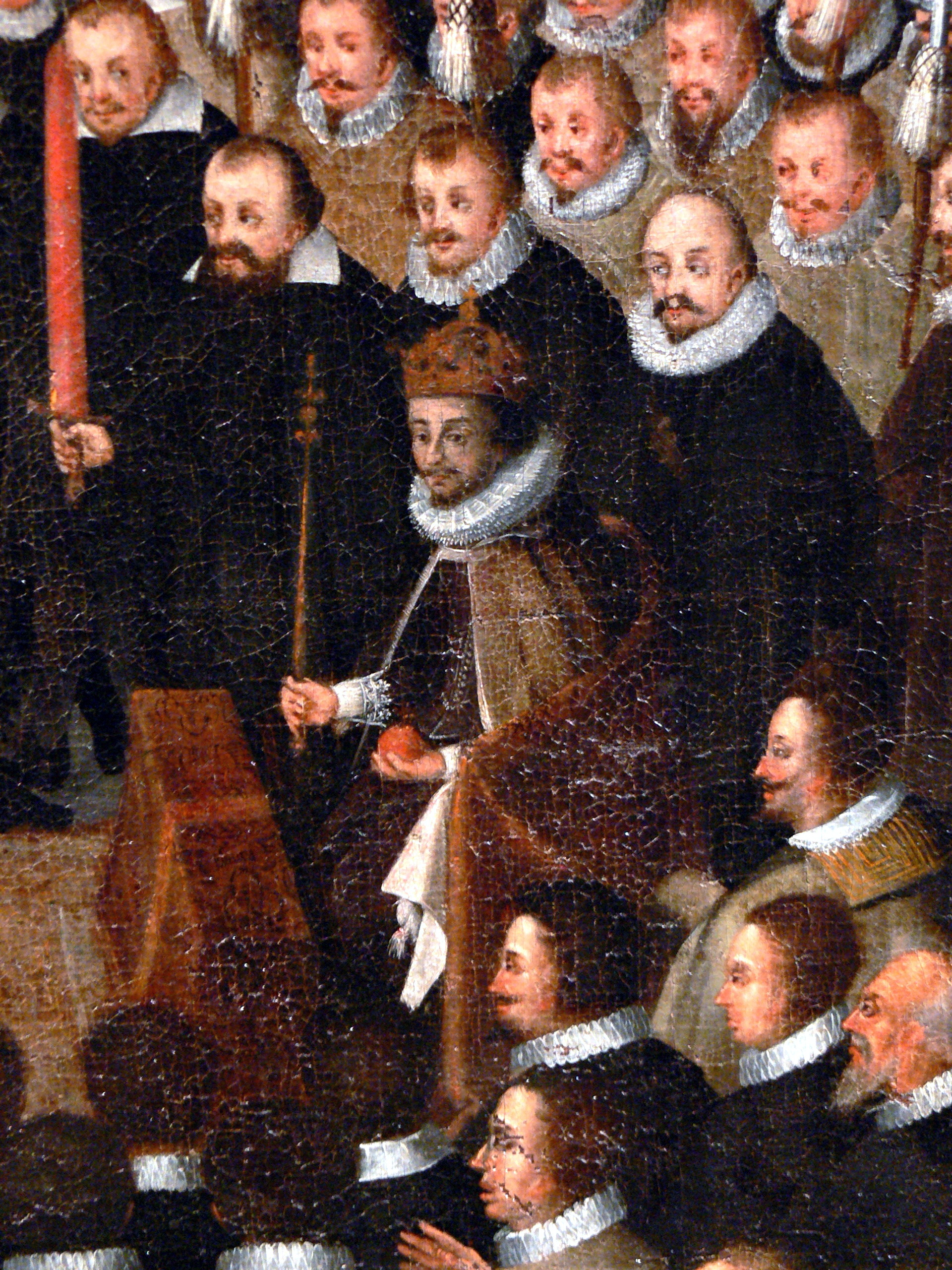
L'incoronazione di Federico V nella Cattedrale di San Vito a Praga il 4 novembre 1619

Federico venne incoronato con la Corona di San Venceslao nella Cattedrale di San Vito il 4 novembre 1619. L'incoronazione non venne condotta dall'arcivescovo cattolico di Praga, bensì dall'amministrazione utraquista della diocesi, Georg Dicastus, e dal protestante Johannes Cyrill von Třebič. La liturgia venne modellata su quella utilizzata per l'incoronazione di Carlo IV con solo alcune varianti. La litania venne cantata (secondo la tradizione cattolica) anziché semplicemente recitata, come normalmente era in uso presso i calvinisti. Federico venne unto, con alcune obiezioni. Alla fine dell'incoronazione, gli Stati Generali tributarono il loro omaggio al nuovo sovrano.
Anche se gran parte del paese era ancora devastata dalla guerra, molti rifugiati erano presenti in città e parteciparono attivamente alle cerimonie dell'incoronazione.

#### Il regno
Federico assunse una corona regale ma debole, mentre il suo stato era segnato da divisioni interne. Le finanze statali erano in dissesto da anni, dal momento che ogni re boemo aveva avuto solo poteri limitati per trovare nuovi fondi di approvvigionamento per lo stato, dipendendo dalle tasse approvate dalla dieta nazionale e dalla benevolenza dei nobili locali. Gli aristocratici protestanti ritenevano che una tassazione elevata fosse necessaria per pagare gli sforzi di una guerra contro la Lega cattolica tedesca, ma lo stato era già stato tassato all'inverosimile durante il periodo della Lunga Guerra.
A Praga Federico presto rimase alienato da una parte della nobiltà e del clero. Né il re né sua moglie parlavano inoltre il ceco, e pertanto gli uffici di corte erano spesso gestiti da personale germanofono, mentre gli affari di amministrazione locale erano affidati ai nobili del luogo. Tutto ciò contribuì a rendere la vicinanza della famiglia reale ai corpi dello stato sempre più difficoltosa.
Ulteriore motivi di attrito li creò il predicatore di corte di Federico V, Abraham Scultetus, che rimase determinato a utilizzare il proprio nuovo incarico per portare avanti la causa del calvinismo in Boemia. Le chiese utraquiste mantennero l'uso di reliquie immagini nelle chiese, ma Scultetus le bollò come iconoclaste e bandì una crociata contro queste immagini: a partire dal 21 dicembre 1619, le immagini dei santi vennero rimosse dalla Cattedrale di San Vito e il 27-28 dicembre venne rimossa la famosa pala d'altare di Lucas Cranach il giovane che raffigurava la Vergine Maria. Corsero voci anche che la tomba di San Venceslao fosse stata dissacrata. L'iconoclastia di Scultetus fu molto impopolare e Federico, che pure tentò di distanziarsi dalle sue posizioni estremiste, non riuscì a bloccarlo.

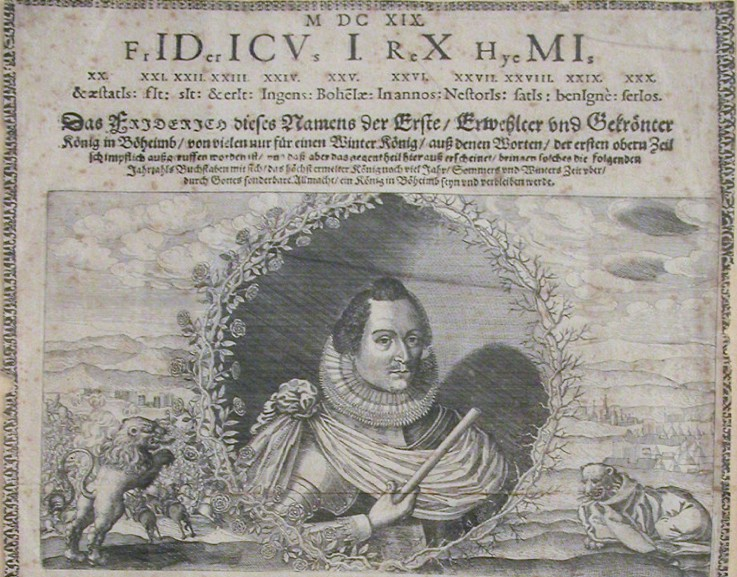
Un pamphlet imperiale del 1619 che contiene un cronogramma contro Federico il "re d'inverno"

Il soprannome di "re d'inverno" iniziò a circolare sulla persona di Federico V poco dopo l'inizio del suo regno e fu stampato per la prima volta in un pamphlet imperiale del 1619] presentando la frase nel contesto di un cronogramma reale. I responsabili della propaganda di Federico tentarono di rispondere a queste illazioni dicendo che Federico de facto poteva semmai essere definito il "leone d'inverno" che aveva difeso la corona boema contro i suoi traditori.
Nel frattempo Ferdinando II del Sacro Romano Impero raccolse le sue forze per opporsi a Federico. Il 21 ottobre 1619 egli siglò un trattato di alleanza con Massimiliano, duca di Baviera, capo della Lega Cattolica. Questo trattato dispose che Massimiliano sarebbe stato a capo delle forze opposte a Federico con la promessa che lo stesso Massimiliano avrebbe potuto tenere per sé le terre boeme che fosse stato in grado di strappare al nemico oltre al titolo di principe elettore. L'imperatore fu in grado inoltre di ottenere il supporto di Giovanni Giorgio I di Sassonia e del predicatore di corte di questi, Matthias Hoë von Hoënegg, il quale incoraggiò l'imperatore a stroncare Federico e i boemi.
Il cancelliere di Federico, il principe Cristiano I di Anhalt-Bernburg, chiese a Federico di convocare d'urgenza un incontro tra i principi protestanti a Norimberga a dicembre del 1619. Questa conferenza fu un fiasco, dal momento che solo pochi principi inviarono dei loro rappresentanti a prendervi parte. Giovanni Giorgio di Sassonia declinò l'invito, ma a quanti presero invece parte all'iniziativa, Federico ordinò di difendere la Renania dove egli aveva i suoi territori ereditari mentre egli si sarebbe trovato impegnato in Boemia.
Nel marzo del 1620, durante un incontro del partito imperiale a Mulhouse, Federico tentò di dare una forma di difesa legale alle sue azioni. Egli disse infatti di non aver mai rotto la pace con l'imperatore perché la Boemia si trovava formalmente collocata al di fuori del Sacro Romano Impero e pertanto non vi era un conflitto di interessi tra un principe imperiale e l'imperatore. Federico pertanto disse che sarebbe stato illegale per l'imperatore muovere contro di lui le forze di tutto l'Impero. Questo incontro, a cui presero parte anche Giovanni Giorgio di Sassonia e Massimiliano di Baviera, rifiutò di riconoscere la validità delle obiezioni presentate da Federico V dal momento che la Boemia venne riconosciuta come parte indivisibile dell'impero stesso.
Il 1º aprile 1620 il partito imperiale inviò un ultimatum a Federico V intimandogli di lasciare la Boemia entro il 1º giugno di quell'anno. Se Federico non avesse fatto ciò, Ferdinando avrebbe usato la forza come suo diritto come imperatore del Sacro Romano Impero e re legittimo di Boemia per detronizzare l'usurpatore.
Poco dopo, Giovanni Giorgio di Sassonia siglò un trattato con Ferdinando con il quale l'imperatore si impegnava a garantire la pratica del luteranesimo in Boemia e riconobbe le aree secolari nei Paesi Bassi. Ferdinando inoltre si accordò per cedere a Giovanni Giorgio il territorio della Lusazia, fatto che avrebbe cementato la predominanza di Giovanni Giorgio sul Provincia dell'Alta Sassonia.
Questo era il contesto in cui la Confederazione Boema venne convocata il 25 marzo 1620. Federico chiese nuove tasse e una coscrizione obbligatoria per combattere le forze imperiali. Per trovare i fondi necessari a sostenere le forze militari boeme, Federico utilizzò persino i suoi fondi privati, impegnando i suoi gioielli e, a maggio del 1620, portando l'Elettorato Palatino quasi sull'orlo della bancarotta quando decise di portare in Boemia due tonnellate d'oro, parte delle casse del suo stato.
Altre cattive notizie attendevano Federico V. Giacomo I d'Inghilterra si rifiutò di sostenere militarmente il genero. I Paesi Bassi inviarono piccole forze in gruppi e promisero solo 50 000 fiorini al mese a Federico per sostenere le spese connesse. A completare questo pessimo quadro, il 3 luglio 1620, l'Unione Protestante siglò il trattato di Ulma con il quale ritirò il suo sostegno a Federico, dichiarandosi neutrale nel conflitto tra il re di Boemia e la Lega Cattolica.

#### La Battaglia della Montagna Bianca (8 novembre 1620)
Con la firma del trattato di Ulma, il marchese Ambrogio Spinola iniziò a trovare nuove truppe nei Paesi Bassi spagnoli e in Alsazia per combattere Federico V e le sue armate.
Ai primi di agosto del 1620 25 000 uomini al comando dello stesso Spinola marciarono alla volta della Boemia. Durante la terza settimana di agosto, quest'armata cambiò i propri obbiettivi e si diresse sul disarmato Elettorato Palatino, occupando Magonza. Lo stato era infatti difeso solo da 2 000 soldati inglesi volontari e l'area venne facilmente conquistata. Le truppe imperiali si accamparono a Frankenthal e a Mannheim. Il marchese Spinola attraversò il Reno il 5 settembre 1620 e procedette alla presa di Bad Kreuznach il 10 settembre e Oppenheim il 14 settembre. Dalla Boemia, Federico si trovava ormai senza poteri e non poteva far nulla per frenare l'occupazione dei suoi stati di famiglia.

Rappresentazione della battaglia della Montagna Bianca di Pieter Snayers (1592–1667), 1620

Dopo avere catturato Linz, l'Alta Austria, Massimiliano, duca di Baviera, attraversò i confini della Boemia il 26 settembre 1620. A Rokycany, le forze di Massimiliano si scontrarono per la prima volta con 15 000 mercenari, mal pagati e male equipaggiati, che Federico aveva tentato di opporre ai suoi nemici. Federico visitò il suo esercito il 28 settembre 1620, ma, mancandogli un retroterra militare adatto, lasciò la condotta della guerra ai suoi generali, focalizzando la sua attenzione ai rifornimenti e alla preparazione delle fortificazioni.
Dopo una serie di schermaglie, il 5 novembre 1620, Federico reindirizzò le sue forze verso Praga e le truppe imperiali lo seguirono. Il 7 novembre, le forze boeme si diressero verso la Montagna Bianca, appena fuori la capitale. Il giorno prima, re Federico aveva esortato nuovamente i suoi soldati a combattere e poi era tornato a Praga per implorare gli Stati Generali di trovare nuovi fondi per il sostentamento delle sue truppe e di inviare richieste al re d'Inghilterra. Tutto ciò però avveniva troppo tardi. Quando l'8 novembre 1620 Federico cercò nuovamente di spronare i suoi uomini venne bloccato alle porte di Praga da una parte del suo esercito e dal suo cancelliere Cristiano I di Anhalt-Bernburg, che lo informarono del disastro: l'esercito boemo era stato pesantemente sconfitto quella mattina nella battaglia della Montagna Bianca.

#### La fuga
Cristiano poté raccomandare a Federico una sola opzione: la fuga immediata. Pertanto il 9 novembre, Federico abbandonò Praga e si recò nella capitale della Slesia, Breslavia, assieme a sua moglie e ai suoi figli, alcuni consiglieri e pochi dei gioielli della Corona boema.
Massimiliano prese Praga poco dopo la partenza di Federico. Dalla Slesia, Federico iniziò a pianificare una vendetta per la battaglia della Montagna Bianca, ma gli Stati Generali della Slesia si rifiutarono di sostenere questo progetto e anzi invitarono l'ex sovrano ad abbandonare la regione già dal 1621.

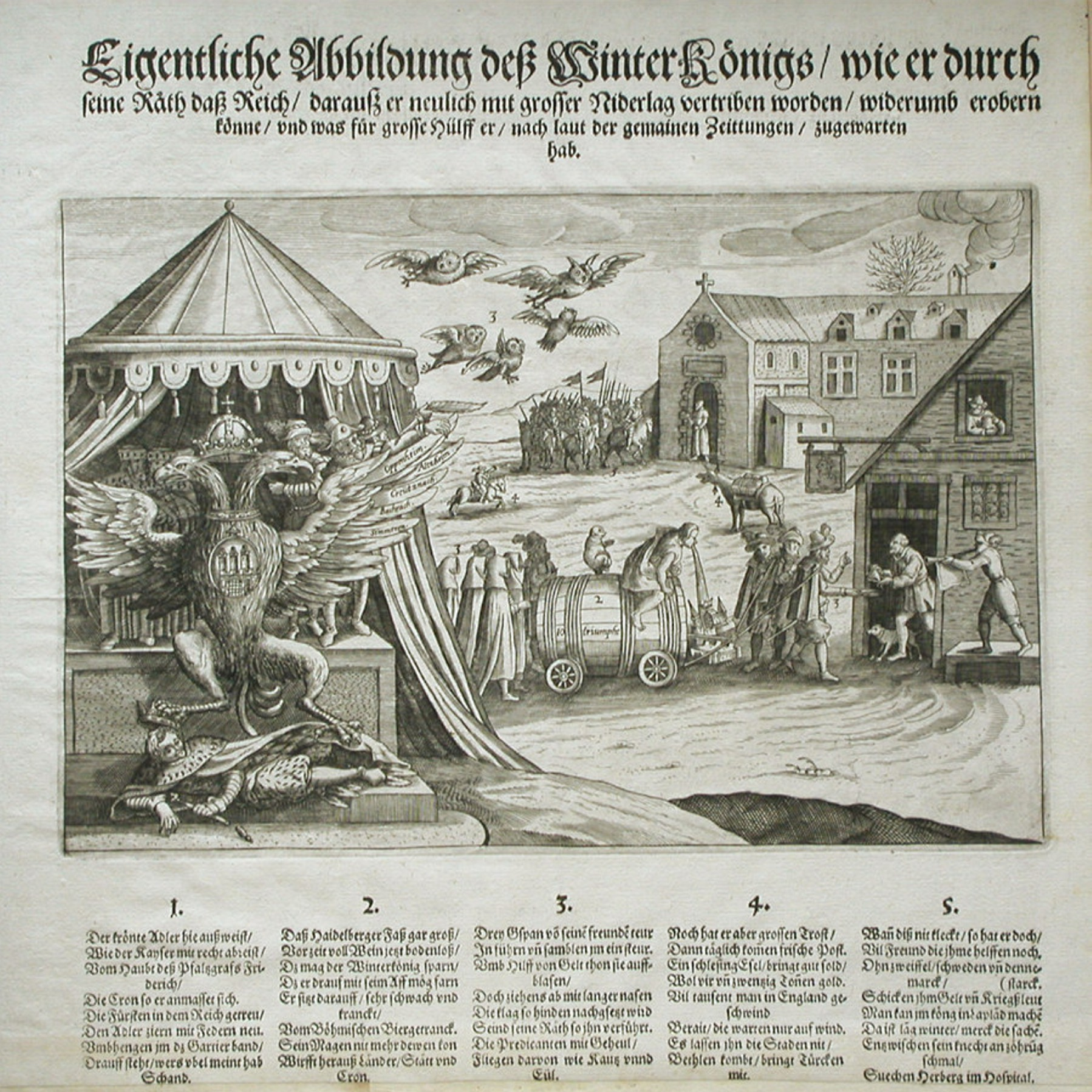
Un pamphlet del 1620 che ricorda scherzosamente la fuga di Federico da Praga

Diversi autori di pamphlet contemporanei, cattolici e protestanti, rappresentarono scherzosamente la fuga di Federico da Praga, talvolta pesantemente: quando a Praga vennero ritrovate le insegne dell'Ordine della Giarrettiera appartenute a Federico, egli venne rappresentato nell'atto di perdere le sue calze rimanendo in mutande.
Il 21 gennaio 1621 Ferdinando emanò un decreto contro Federico e Cristiano, accusandoli di aver attentato alla pace supportando i ribelli e quindi di tradimento. Ferdinando decretò inoltre che le terre di Federico e i suoi titoli nel Sacro Romano Impero fossero ufficialmente revocati. Il 6 febbraio 1621 i rappresentanti dell'Unione Protestante incontrarono Ferdinando a Heilbronn per protestare contro queste pesanti disposizioni, sebbene il Palatinato rimanesse ancora occupato dalle truppe spagnole.
La tregua dei dodici anni terminò il 9 aprile 1621. Il 14 aprile di quello stesso anno Federico raggiunse la moglie a Le Hague. La Repubblica Olandese e Federico V siglarono un contratto nel quale egli accettava il supporto dei Paesi Bassi per la riconquista dei suoi domini.
In Boemia la repressione della Rivolta Boema ebbe terribili conseguenze. Il 21 giugno 1621 si tennero le Esecuzioni della Piazza della Città Vecchia, evento nel quale persero la vita ventotto nobili boemi che vennero decapitati nei pressi del Vecchio Municipio di Praga. Dopo le esecuzioni, le teste di dodici nobili, assieme alla mano di Joachim Andreas von Schlick vennero inchiodate alla torre campanaria del municipio e al Ponte Carlo e lì rimasero per dieci anni a monito della popolazione. La monarchia elettiva venne quindi abolita e il ruolo degli Stati Generali locali venne pesantemente ridotto, oltre al fatto che la Lettera di maestà venne revocata dallo stesso Ferdinando. L'unica religione a rimanere tollerata in Boemia fu il luteranesimo e negli anni seguenti gran parte della popolazione venne attivamente ri-cattolicizzata. La Boemia rimase parte della monarchia asburgica fino al 1918.

### La caduta delle terre ereditarie di Federico (1621–22)

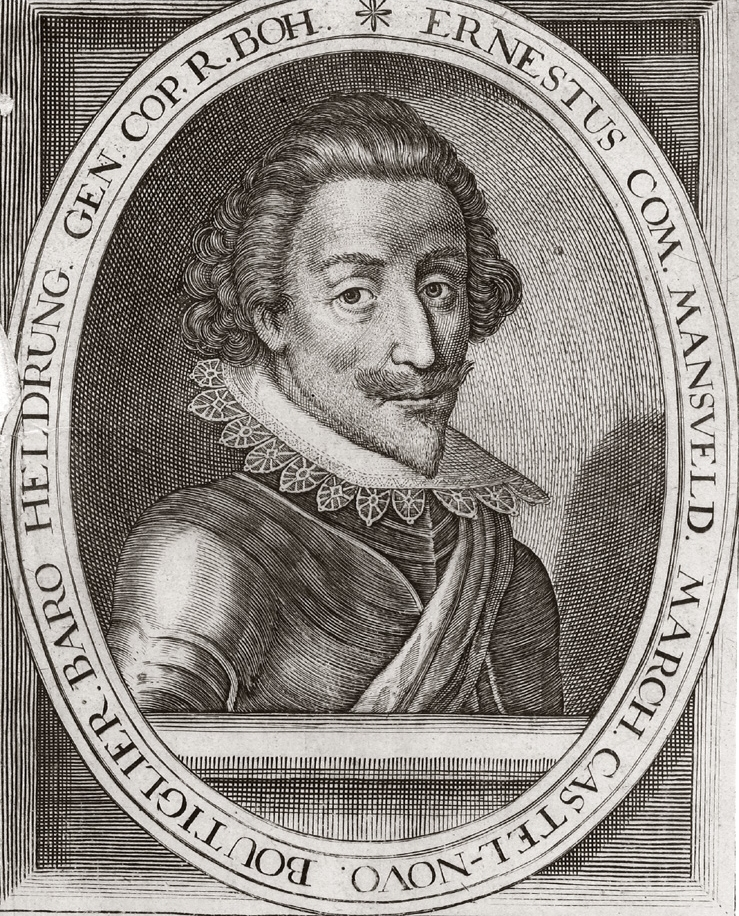
Ernst von Mansfeld (1580–1626), il generale che riuscì a mantenere salde le terre ereditarie di Federico nel Palatinato fino al 1622

Nell'estate del 1621 Giovanni II del Palatinato-Zweibrücken, tutore formale di Federico che aveva servito nel frattempo come reggente dell'Elettorato Palatino quando Federico dovette abbandonare le sue terre alla volta di Praga, diede le dimissioni dal suo incarico.
Ernst von Mansfeld continuò a occupare parte dell'Alto Palatinato con le sue truppe e riuscì a resistere ai tentativi di attacco perpetrati a danno della regione da Johann Tserclaes, conte di Tilly. Mansfeld passò nel Palatinato Renano all'inizio del 1622, e il 21 aprile di quello stesso anno si incontrò lì con Federico V. L'ex sovrano boemo tentò così di convincere altri principi protestanti a ricostituire l'Unione Protestante, ma l'azione ebbe poco successo. La causa di Federico riprese vigore il 27 aprile 1622 con la vittoria di Mansfeld sulle truppe di Tilly nella battaglia di Mingolsheim, presso Wiesloch, ma questo successo ebbe breve vita. Le forze di Federico al comando del margravio Giorgio Federico di Baden-Durlach vennero sconfitte nella battaglia di Wimpfen del 6 maggio 1622, mentre le forze al comando di Cristiano di Brunswick vennero sconfitte pesantemente nella battaglia di Höchst il 20 giugno 1622.
Con il permesso di Federico, in vendetta, Mansfeld razziò Darmstadt e catturò prigionieri Luigi V d'Assia-Darmstadt e suo figlio Giovanni. Questo fatto si presentava chiaramente come una violazione delle leggi imperiali e costò a Federico anche quel poco di simpatia che gli rimaneva in Europa. Durante la sua ritirata in Alsazia, Mansfeld bruciò ancora una città e trenta villaggi.

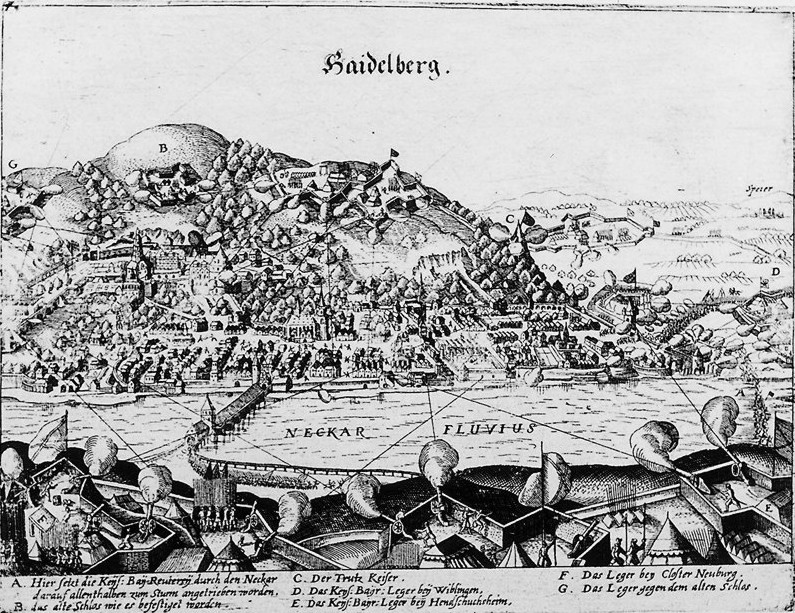
Heidelberg venne presa dalle forze di Johann Tserclaes, conte di Tilly (1559–1632) il 19 settembre 1622

Federico licenziò Mansfeld dopo che si convinse che egli non sarebbe mai stato in grado di riconquistare le sue terre ereditarie. Federico trascorse l'estate presso suo zio, il principe Enrico de La Tour d'Auvergne, a Sedan.
Poco dopo, le truppe al comando di Tilly e di Gonzalo Fernández de Córdoba completarono la conquista spagnola dell'Elettorato Palatino. Dopo undici settimane di assedio, Heidelberg cadde il 19 settembre 1622; Mannheim cadde egualmente il 5 novembre 1622. Era rimasta quindi solo la guarnigione britannica di Frankenthal. Dopo la conquista di Heidelberg, tutte le chiese protestanti della città vennero chiuse, così come l'università. Su esplicita richiesta di Massimiliano di Baviera, la grande biblioteca locale, la famosa Bibliotheca Palatina (contenente 3 500 manoscritti), venne presentata come dono a Papa Gregorio XV per i 620 000 fiorini che egli aveva provvisto per finanziare le campagne della Lega Cattolica.

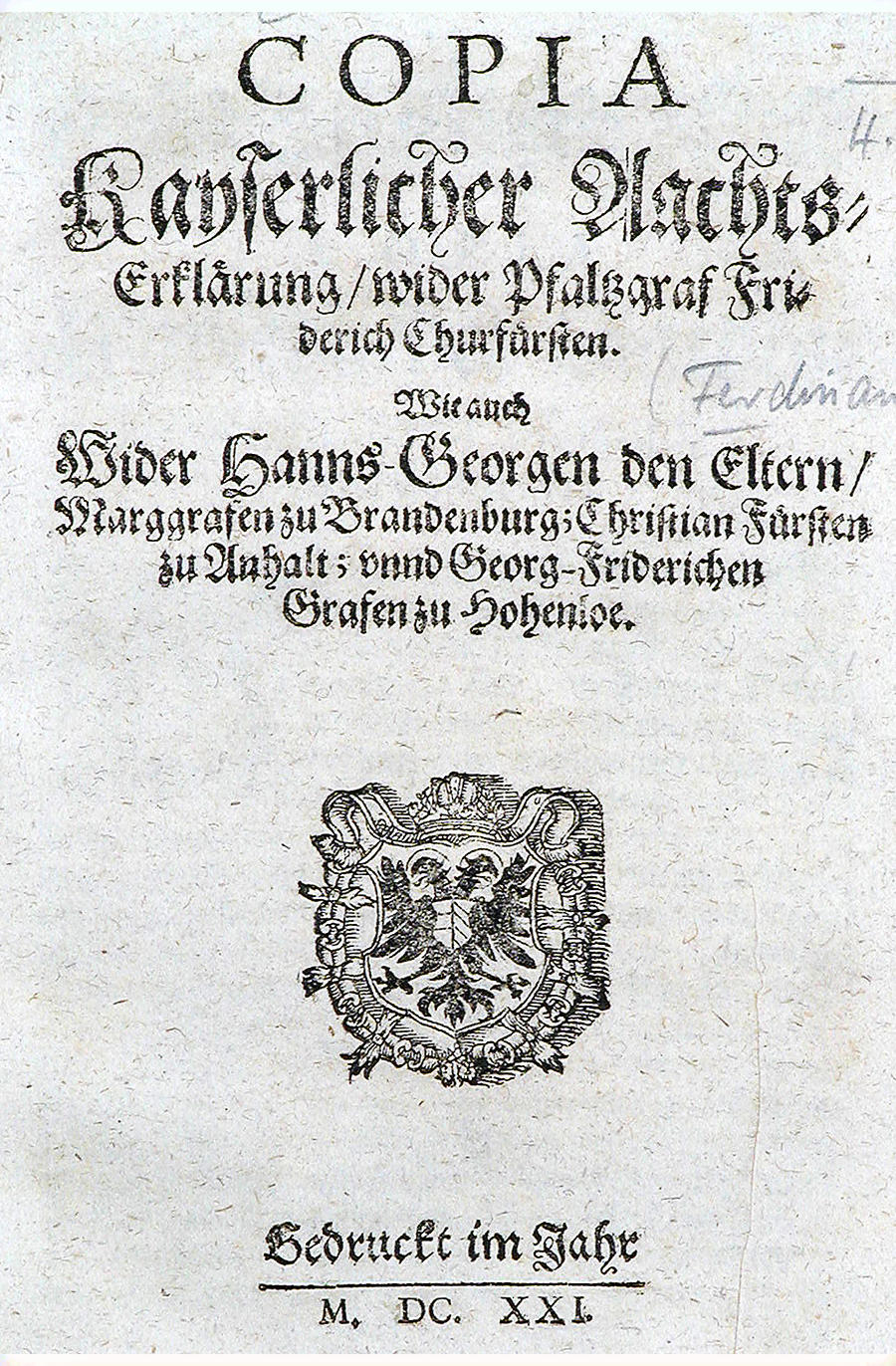
L'editto del 1623 di Ferdinando II del Sacro Romano Impero (1578–1637) che concede le terre e i titoli di Federico V a Massimiliano I di Baviera (1573–1651)

Il 23 febbraio 1623, Ferdinando II del Sacro Romano Impero concesse il titolo elettorale di Federico a Massimiliano di Baviera, il quale ottenne anche l'Alto Palatinato come feudo personale. Altri territori del Palatinato Elettorale (Parkstein, Weiden in der Oberpfalz e Peilstein im Mühlviertel) vennero concessi a Volfango Guglielmo del Palatinato-Neuburg.

### L'esilio (1622–1632)
Tra la fine del 1622 e l'inizio del 1623, Federico organizzò il governo in esilio del Palatinato a L'Aia. Il consiglio della corona venne guidato da Ludwig Camerarius.
Tentativi di riconciliare Federico con l'imperatore vennero fatti nel 1624–25 e nuovamente nel 1627, ma finirono in nulla. Federico desiderava il compromesso con l'imperatore, ma ovviamente anche la restituzione delle sue terre e dei suoi titoli, mentre l'imperatore non era incline a restaurare Federico alla sua posizione dopo quanto accaduto. Federico conservò la speranza di riacquisire le proprie terre militarmente, ma queste speranze vennero represse il 27 agosto 1626, quando le forze di Cristiano IV di Danimarca vennero sconfitte da quelle del Tilly nella battaglia di Lutter.
Federico lasciò gran parte degli incarichi giornalieri del suo governo in esilio ai suoi consiglieri fidati, anche se si interessò delle finanze dal momento che, per mantenere la dignità della sua corte, spese forti somme tra divertimenti e costruzioni in loco, grazie anche all'aiuto di inglesi e olandesi. Per esempio, nel 1629, Federico commissionò a Bartholoeus van Bassen la costruzione di una grande residenza personale a Rhenen. Quando questa venne completata nel 1631, il palazzo disponeva di una grande residenza centrale, di un cortile e di due ali laterali, il tutto circondato da un maestoso giardino. Federico trascorse questi anni nella caccia e in lunghe passeggiate.

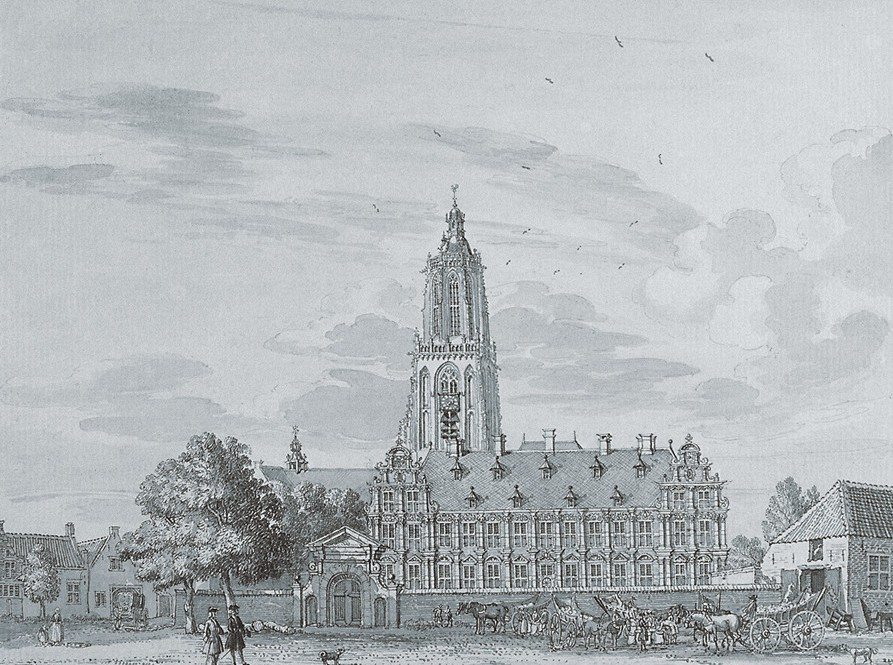
Il grande palazzo costruito da Federico V a Rhenen tra il 1629 e il 1631

Federico, il 17 gennaio 1629, mentre era in viaggio verso Amsterdam per vedere il tesoro della flotta spagnola catturato dalla Compagnia olandese delle Indie occidentali, si vide ribaltare la barca con la quale stava attraversando l'Haarlemmermeer, un corso d'acqua presso Haarlem. Federico sopravvisse all'incidente (pur impiegando quindici mesi a rimettersi completamente), ma il figlio primogenito Enrico Federico annegò.
Alla Dieta di Ratisbona del 1630 chiese formalmente il perdono dell'imperatore per aver accettato la corona di Boemia e ammise i suoi sbagli, ma ancora una volta le sue suppliche rimasero inascoltate. A marzo del 1631 Federico chiese al diplomatico sir Robert Anstruther di discutere con il conte Ernesto Egon VIII di Fürstenberg-Heiligenberg, presidente del Consiglio Privato imperiale, di restaurare le terre di Federico, ma Federico morì prima che il suo sogno potesse venire realizzato.

### Gli ultimi anni
Il 4 luglio 1630 Gustavo Adolfo di Svezia intervenne nella guerra dei trent'anni. Il 16 settembre 1631 le forze del re di Svezia sconfissero quelle del generale Tilly nella battaglia di Breitenfeld. Tilly venne sconfitto anche l'anno successivo sempre dalle forze di Gustavo Adolfo nel sud della Germania. Quando Oppenheim venne catturata nel dicembre del 1631, Federico credeva fosse giunto il momento per riprendere le sue terre nel Palatinato e per questo lasciò il suo esilio alla volta di Heidelberg.

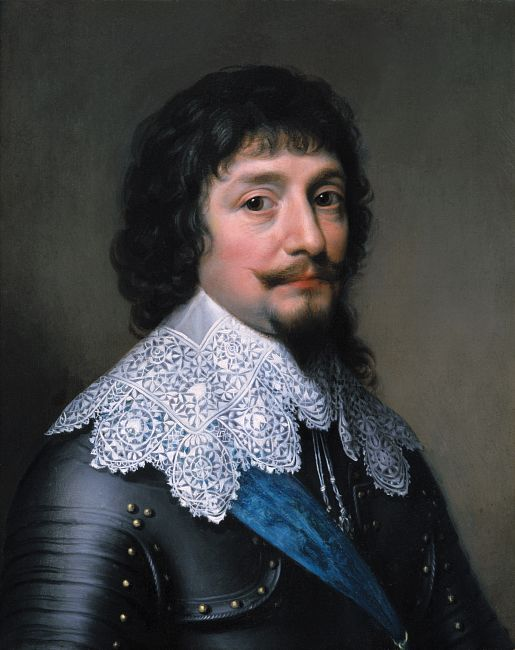
Federico V in un ritratto del 1630 circa

A febbraio del 1632 Federico incontrò Gustavo Adolfo a Francoforte, ricevendone onori regali. Gustavo Adolfo lasciò capire che non era ancora pronto a sostenere la causa di Federico per restaurarlo al Palatinato, in quanto Inghilterra e Paesi Bassi ancora non avevano sottoscritto tale proposta.
Federico successivamente prese parte alla marcia di Gustavo Adolfo nel Ducato di Baviera, e fu presente alla marcia su Monaco del 17 maggio 1632. Su pressione di Federico V, Gustavo Adolfo si impegnò ad accettare la restaurazione di Federico anche senza l'aiuto danese o inglese solo se Federico avesse garantito che il Palatinato sarebbe in seguito divenuto un feudo del re di Svezia. Le terre del Palatinato infatti erano strategicamente molto importanti per Gustavo Adolfo da rischiare molto per Federico. Il re di Svezia, inoltre, fece pressione su Federico perché garantisse eguali diritti ai luterani nei suoi territori. Federico rifiutò queste condizioni e i negoziati si interruppero, costringendolo a fare ritorno a Le Hague.
Gustavo Adolfo venne ucciso nella battaglia di Lützen il 16 novembre 1632 e, sebbene gli inglesi si fossero convinti a inviare delle forze in supporto della sua causa, ormai era troppo tardi. All'inizio dell'ottobre del 1632, Federico venne colpito da una infezione che peggiorò nelle settimane successive. Il famoso medico Peter de Spina venne chiamato da Darmstadt a Magonza, ma nulla si poté fare per Federico che morì la mattina del 29 novembre 1632, di "febbre pestilenziale".
Il figlio ed erede di Federico, Carlo Luigi, aveva appena quindici anni e pertanto il fratello di Federico, Luigi Filippo del Palatinato-Simmern-Kaiserslautern, venne nominato suo tutore e reggente. Gli organi interni di Federico vennero sepolti nella chiesa di Santa Caterina di Oppenheim mentre il suo corpo imbalsamato venne portato a Frankenthal. Il 9 giugno 1635, con l'avvicinarsi delle truppe spagnole, il reggente fece spostare a Kaiserslautern il corpo di Federico e poi a settembre del 1637 lo spostò nuovamente a Sedan. A oggi si sono perse le tracce della sua salma.

## Ascendenze
|                                 |                                  |                                   | Genitori                            |  |  | Nonni |  |  | Bisnonni                    |  |  | Trisnonni                          |  |
|                                 |                                  |                                   |                                     |  |  |       |  |  | Federico III del Palatinato |  |  | Giovanni II del Palatinato-Simmern |  |
|                                 |                                  |                                   |                                     |  |  |       |  |  | Federico III del Palatinato |  |  | Giovanni II del Palatinato-Simmern |  |
|                                 |                                  | Beatrice di Baden                 |                                     |  |  |       |  |  | Federico III del Palatinato |  |  |                                    |  |
| Ludovico VI del Palatinato      |                                  |                                   |                                     |  |  |       |  |  | Federico III del Palatinato |  |  |                                    |  |
|                                 |                                  | Maria di Brandeburgo-Bayreuth     | Casimiro di Brandeburgo-Bayreuth    |  |  |       |  |  |                             |  |  |                                    |  |
|                                 |                                  | Maria di Brandeburgo-Bayreuth     | Casimiro di Brandeburgo-Bayreuth    |  |  |       |  |  |                             |  |  |                                    |  |
|                                 |                                  | Maria di Brandeburgo-Bayreuth     | Susanna di Wittelsbach              |  |  |       |  |  |                             |  |  |                                    |  |
| Federico IV del Palatinato      |                                  | Maria di Brandeburgo-Bayreuth     |                                     |  |  |       |  |  |                             |  |  |                                    |  |
|                                 |                                  | Filippo I d'Assia                 | Guglielmo II d'Assia                |  |  |       |  |  |                             |  |  |                                    |  |
|                                 |                                  | Filippo I d'Assia                 | Guglielmo II d'Assia                |  |  |       |  |  |                             |  |  |                                    |  |
|                                 |                                  | Filippo I d'Assia                 | Anna di Meclemburgo-Schwerin        |  |  |       |  |  |                             |  |  |                                    |  |
| Elisabetta d'Assia              |                                  | Filippo I d'Assia                 |                                     |  |  |       |  |  |                             |  |  |                                    |  |
|                                 |                                  | Cristina di Sassonia              | Ernesto di Sassonia                 |  |  |       |  |  |                             |  |  |                                    |  |
|                                 |                                  | Cristina di Sassonia              | Ernesto di Sassonia                 |  |  |       |  |  |                             |  |  |                                    |  |
|                                 |                                  | Cristina di Sassonia              | Elisabetta di Baviera               |  |  |       |  |  |                             |  |  |                                    |  |
| Federico V Palatino             |                                  | Cristina di Sassonia              |                                     |  |  |       |  |  |                             |  |  |                                    |  |
|                                 | Guglielmo I di Nassau-Dillenburg | Giovanni V di Nassau-Dillenburg   |                                     |  |  |       |  |  |                             |  |  |                                    |  |
|                                 | Guglielmo I di Nassau-Dillenburg | Giovanni V di Nassau-Dillenburg   |                                     |  |  |       |  |  |                             |  |  |                                    |  |
|                                 | Guglielmo I di Nassau-Dillenburg | Elisabetta d'Assia                |                                     |  |  |       |  |  |                             |  |  |                                    |  |
| Guglielmo I d'Orange            | Guglielmo I di Nassau-Dillenburg |                                   |                                     |  |  |       |  |  |                             |  |  |                                    |  |
|                                 |                                  | Giuliana di Stolberg-Werningerode | Botho VIII di Stolberg-Werningerode |  |  |       |  |  |                             |  |  |                                    |  |
|                                 |                                  | Giuliana di Stolberg-Werningerode | Botho VIII di Stolberg-Werningerode |  |  |       |  |  |                             |  |  |                                    |  |
|                                 |                                  | Giuliana di Stolberg-Werningerode | Anna di Eppstein-Königstein         |  |  |       |  |  |                             |  |  |                                    |  |
| Luisa Giuliana di Nassau        |                                  | Giuliana di Stolberg-Werningerode |                                     |  |  |       |  |  |                             |  |  |                                    |  |
|                                 |                                  | Luigi III di Montpensier          | Luigi di Borbone-Vendôme            |  |  |       |  |  |                             |  |  |                                    |  |
|                                 |                                  | Luigi III di Montpensier          | Luigi di Borbone-Vendôme            |  |  |       |  |  |                             |  |  |                                    |  |
|                                 |                                  | Luigi III di Montpensier          | Luisa di Borbone-Montpensier        |  |  |       |  |  |                             |  |  |                                    |  |
| Carlotta di Borbone-Montpensier |                                  | Luigi III di Montpensier          |                                     |  |  |       |  |  |                             |  |  |                                    |  |
|                                 |                                  | Jacqueline de Longwy              | Giovanni IV di Longwy               |  |  |       |  |  |                             |  |  |                                    |  |
|                                 |                                  | Jacqueline de Longwy              | Giovanni IV di Longwy               |  |  |       |  |  |                             |  |  |                                    |  |
|                                 |                                  | Jacqueline de Longwy              | Giovanna d'Angoulême                |  |  |       |  |  |                             |  |  |                                    |  |
|                                 |                                  | Jacqueline de Longwy              |                                     |  |  |       |  |  |                             |  |  |                                    |  |

## Discendenza
Federico sposò Elisabetta Stuart, figlia di Giacomo I d'Inghilterra e di Anna di Danimarca, nella Cappella Reale del Palazzo di Whitehall il 14 febbraio 1613. La coppia ebbe i seguenti figli:
- Enrico Federico del Palatinato (1614-1629);
- Carlo I Luigi del Palatinato, elettore palatino (1617-1680);
- Elisabetta di Boemia (1618-1680), principessa palatina e badessa a Herford;
- Rupert del Palatinato, duca di Cumberland (1619-1682);
- Maurizio del Palatinato (1620-1654);
- Luisa Hollandina del Palatinato (1622-1709);
- Luigi (1624-1625);
- Edoardo del Palatinato-Simmern, conte palatino (1625-1663) sposò Anna Maria di Gonzaga-Nevers;
- Enrichetta Maria del Palatinato (1626-1651);
- Giovanni Filippo Federico (1627-1650);
- Carlotta (1628-1631);
- Sofia, Elettrice di Hannover (1630-1714) sposò l'elettore di Hannover Ernesto Augusto di Brunswick-Lüneburg (1629-1698);
- Gustavo Adolfo (1632-1641).

## Ritratti

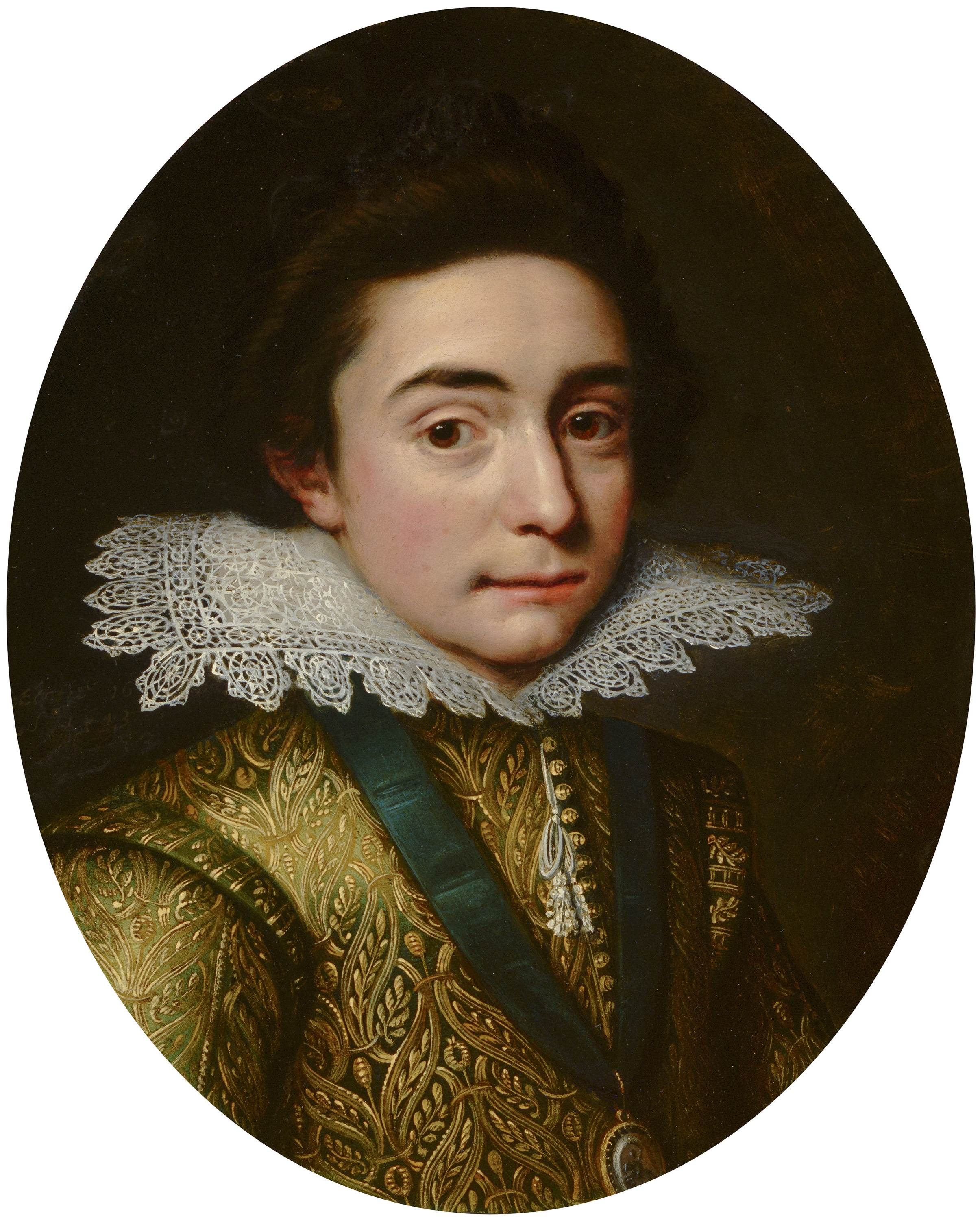
Ritratto del giovane Federico, Michiel van Mierevelt, 1613
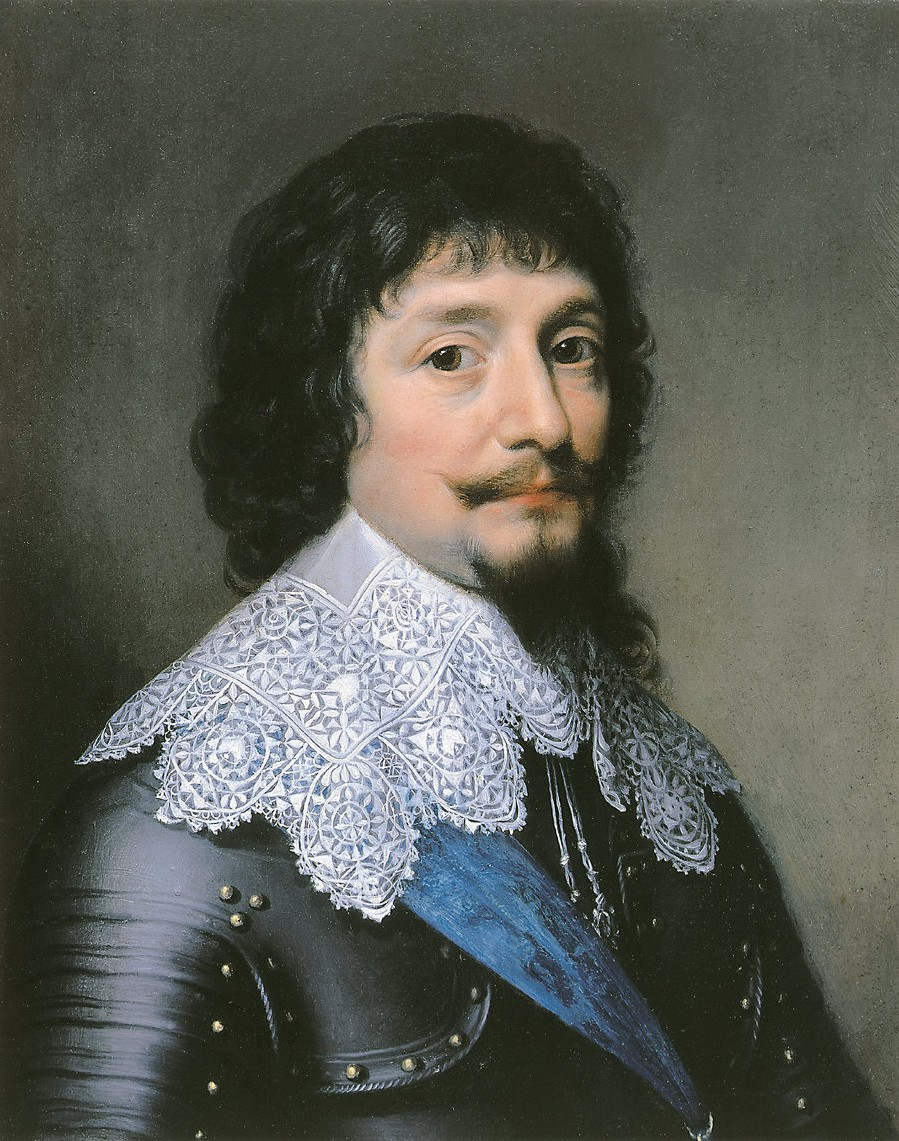
Ritratto, Michiel van Mierevelt, 1628/32
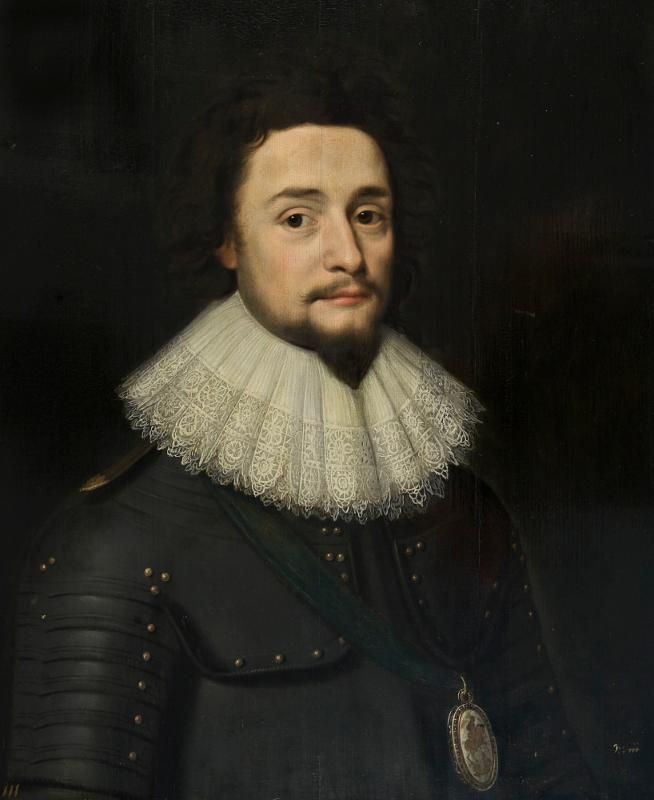
Ritratto di Wybrand de Geest